# Мацієвський Михайло Миколайович
Михайло Миколайович Маціє́вський (13 грудня 1911, Висова — 9 серпня 1987, Лисиничі) — український радянський майстер різьблення на дереві, педагог.

## Біографія
Народився 13 грудня 1911 року в селі Висовій (нині Горлицький повіт Малопольського воєводства, Польща). 1933 року з відзнакою закінчив Горлицьку ремісничо-різьбярську школу Й. Потоцького. Протягом 1934—1937 років у скульптурно-меблевій майстерні його фірми виконував скульптурні роботи літургійного призначення: іконостаси, вівтарі, амвони, феротрони. 1938 року вирізьбив іконостас, престол із балдахіном, кіот і хрест у стилі бароко для церкви Вознесіння Ісуса Христа у селі Гладишеві. Упродовж 1939—1943 років виготовляв художні вироби з дерева на фабриці «Кармелії» у місті Криниці.
У 1945 році депортований до Української РСР. Оселився у місті Бережанах, де протягом 1945—1951 років очолював різьбярський цех, працював бригадиром різьбярської артілі. У цей період виконав чорнильний набір із преспап'є та дерев'яними обкладинками для документів для адміністрації Кремля. 1947 року за виконання високоякісної продукції отримав диплом майстра 1-го ступупеня.
З 1952 року працював різьбярем скульптурно-художнього цеху «Стахановець» у Львові. Виконував кіоти, хрести, свічники для храмів міста. Автор панно «Троїсті музики» (1960-ті); оформив інтер'єр аптеки на розі вулиць Одеської, № 2 та Городоцької, № 66.
У 1953—1963 роках працював навчальним майстром з художнього оброблення дерева в Львівському училищі прикладного мистецтва та одночасно викладав у Львівському інституті прикладного та декоративного мистецтва. Серед учнів — І. Балух, І. Дубровін, І. Падевський. Помер 9 серпня 1987 у селі Лисиничах Пустомитівського району Львівської області.
Деякі вироби майстра зберігаються у Національному музеї Тараса Шевченка у Києві, Меморіальній садибі Маркіяна Шашкевича у селі Підлиссі Золочівського району Львівської області.